# Alteridad (revista)
ALTERIDAD, Revista de Educación, es una revista científica publicada por la Universidad Politécnica Salesiana de Ecuador con frecuencia semestral desde el año 2006 sobre temas educativos como: Gestión Educativa, Educomunicación, Didáctica, Políticas Públicas, TIC, Pedagogía Social, entre otras.
La revista utiliza un sistema de evaluación por pares expertos externos. Se publica bajo una licencia Creative Commons. La revista se encuentra indexada en varios índices académicos.

## Gestión
La gestión de la revista se realiza a través de un equipo editorial conformado por un Consejo de Editores, Consejo Científico, Consejo Internacional de Revisores y Consejo Técnico. La revista utiliza un sistema de evaluación por expertos de pares doble ciego (double-blind peer review). Además el proceso editorial es soportado por el Open Journal System (OJS), sistema de administración de revistas científicas seriadas en soporte digital en Internet.

## Alcance
El ámbito de distribución de los artículos es internacional, teniendo dos publicaciones al año en versión impresa y digital (ISSN: 1390-325X / e-ISSN: 1390-8642), mismos que se encuentran en español e inglés. En la versión digital es posible acceder a las investigaciones a través de su  sitio web en diferentes formatos (ePub, PDF, HTML, XML).

## Política de acceso abierto
La revista tiene presencia en repositorios de acceso abierto como DOAJ. Su Licencia Creative Commons 4.0 permite usar el conocimiento científico de las publicaciones de la revista para compartir y adaptar.